# Венгров
Венгров (пољ. Węgrów) град је у Пољској у Војводству мазовском. По подацима из 2012. године број становника у месту је био 12 783.
.

## Становништво
| 2012.  |
| ------ |
| 12 783 |